# Свети Атанасий (Извор)
Вижте пояснителната страница за други значения на Свети Атанасий.
„Свети Атанасий“ (на македонска литературна норма: Свети Атанасиј) е българска възрожденска православна църква в азотското село Извор, в централната част на Северна Македония. Принадлежи към Повардарската епархия на Македонската православна църква.
Църквата е изградена в ΧΙΧ век. Изписана е в 1863 година от дебърския зограф Петър Николов и сродника му Емануил Исаков, и двамата от Ораовец. На стената до образа на Свети Николай оставят надпис: „Сей ѡбразъ го направиѧ зуграфите Манче и Петре за нихни споменъ ѿ Ораовецъ“.